# 吴文虬
吴文虬（1928年10月29日—2005年10月12日），男，江苏苏州人，中国声学家、物理教育家，曾任南京大学教授，中国声学学会副理事长。